# Ромашка пахучая
Рома́шка паху́чая, или Ромашка безъязычко́вая, или Ромашка зелёная, или Ромашка души́стая, или Ромашка ромашкови́дная (лат. Matricária discoídea), или Лепидотека паху́чая (устаревший синоним) — травянистое растение; вид рода Ромашка семейства Астровые, или Сложноцветные.

## Распространение
Естественный ареал — запад Северной Америки от Аляски до северной Мексики и северо-восток Азии (русский Дальний Восток, Урал и остров Хоккайдо).
Современный космополит — распространилась в областях с умеренным климатом всех континентов. Всюду, в том числе в России, — обычное растение, часто встречающееся близ жилья вдоль дорог и железнодорожных путей, на пустырях, на сорных местах и заброшенных полях.
Сорно-рудеральное растение.

## Ботаническое описание

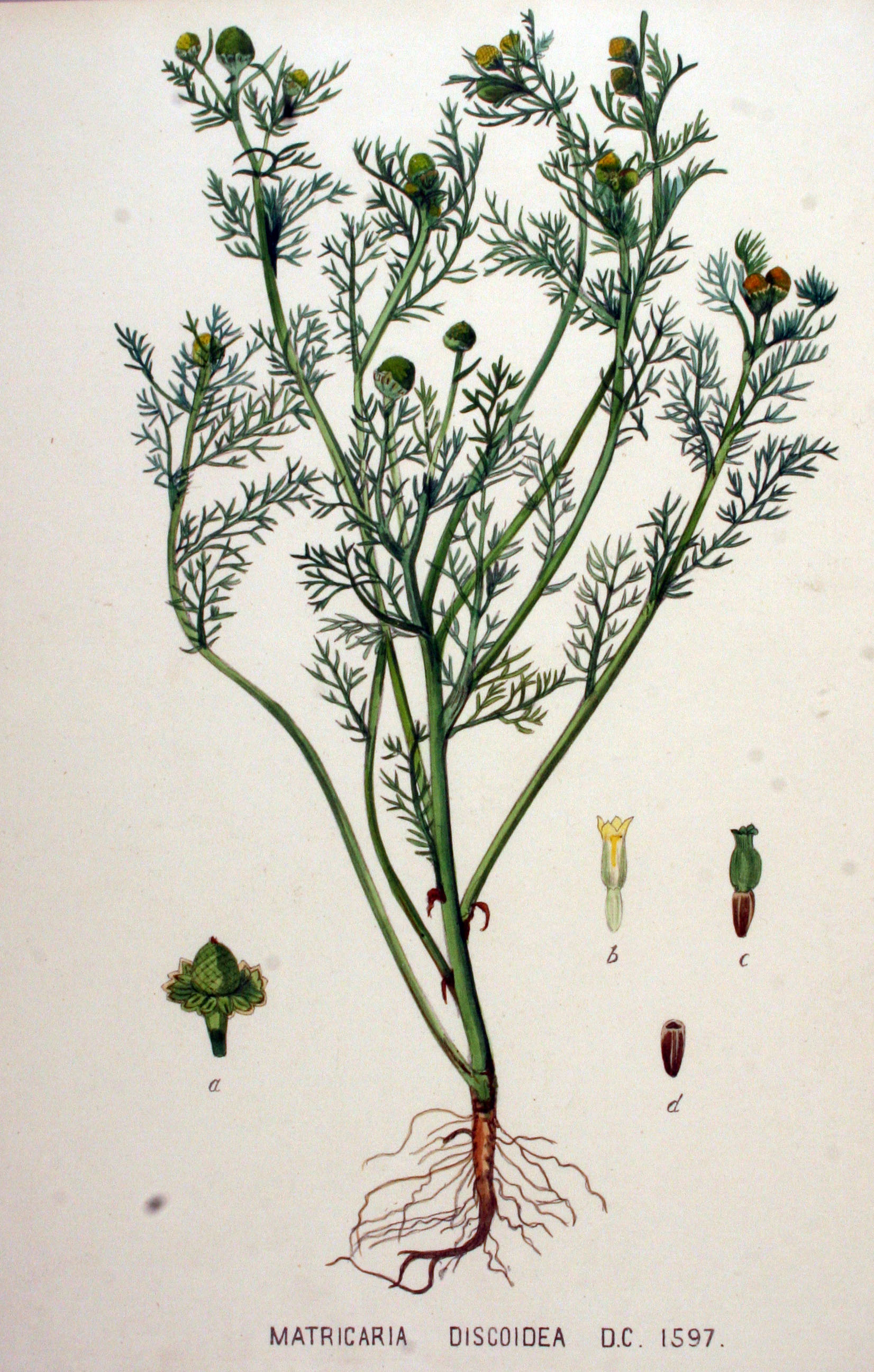

Ромашка пахучая — однолетнее густо облиственное травянистое растение, невысокое, достигает в высоту 8—30 см, голое, с характерным запахом.
Стебель одиночный, в верхней части ветвистый. Листья дважды-перистораздельные, с линейными остроконечными плоскими долями, сидячие, очерёдные.
На концах стеблей — соцветия-корзинки. В отличие от ромашки аптечной корзинки сидят на очень коротких цветоножках. Корзинки некрупные, состоят из зеленовато-жёлтых четырёхзубчатых трубчатых цветков на коротких цветоносах, язычковых цветков нет. Цветоложе выпукло-коническое, полое, голое. Цветёт в мае — сентябре.
Плод — семянка. Семена до 1,5 мм в длину, ребристые, без хохолка.

## Хозяйственное значение и применение

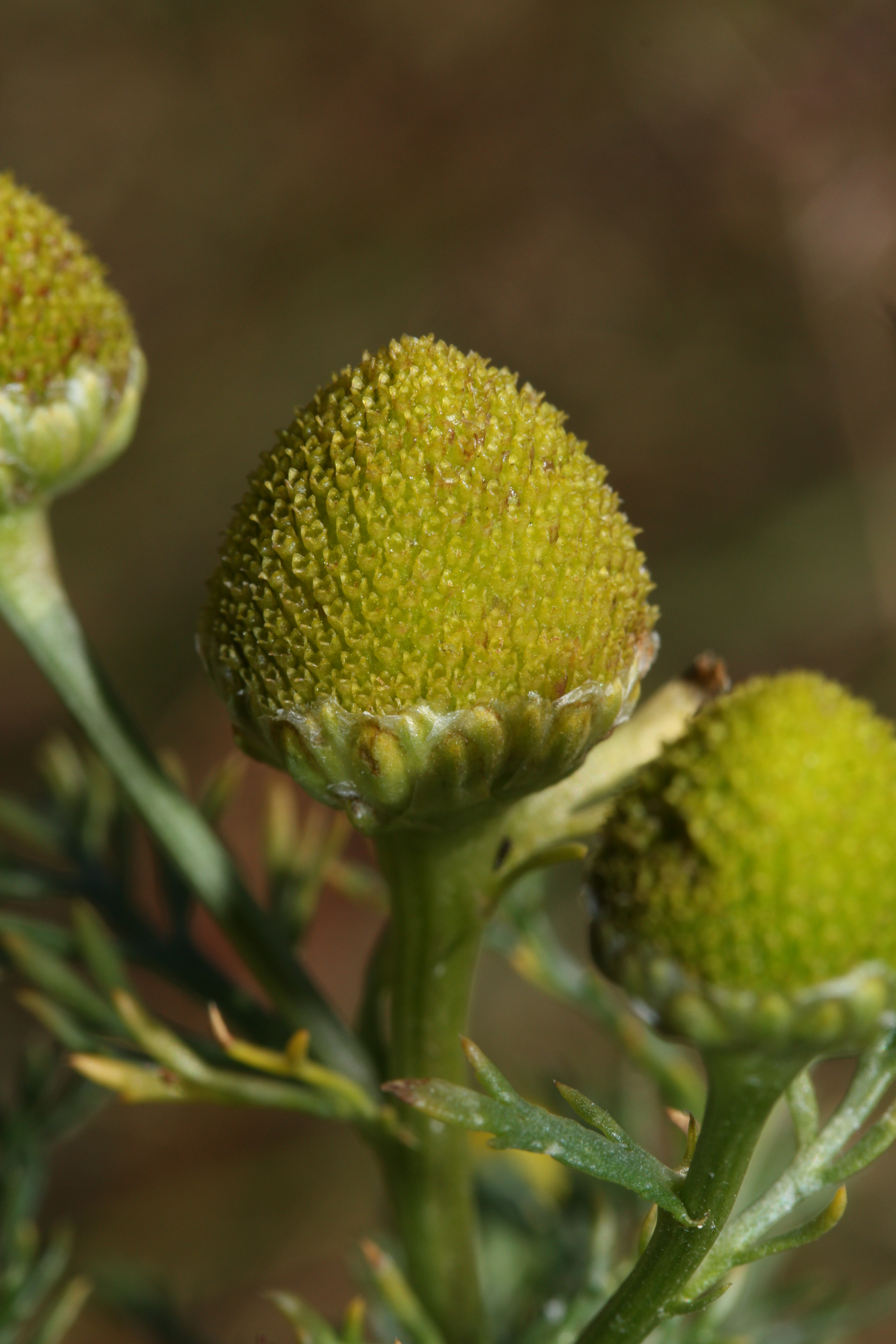
Соцветие крупным планом

В качестве лекарственного сырья используют корзинки без цветоносов, собранные в начале цветения. Из сырья можно получить эфирное масло, отличающееся от эфирного масла ромашки аптечной отсутствием азулена. В связи с этим цветки ромашки пахучей в научной медицине рекомендуют только для наружного применения.
По наблюдениям в Кабардино-Балкарии поедается западнокавказским туром (Capra caucasica).
Широко применяется в народной медицине.
В парфюмерии запах ромашки считается комплексным, поскольку воспринимается как сплетение нескольких ароматов. Он одновременно терпкий и суховатый, с вкраплениями дерева, табака, пряностей и фруктов

## Классификация

### Таксономия[4]
Matricaria discoidea DC., 1838, Prodr. 6: 50
Вид Ромашка пахучая относится к роду Ромашка семейства Астровые (Asteraceae) порядка Астроцветные (Asterales). Кладограмма в соответствии с Системой APG IV:
|  |                                      |  |                                   |                                   |                    |  | ещё 10 семейств | ещё 10 семейств |                 |  |  |  | еще 7 подтвержденных и 63 в статусе "непроверенных" видов и инфравидовых таксонов |
|  |                                      |  |                                   |                                   |                    |  | ещё 10 семейств | ещё 10 семейств |                 |  |  |  | еще 7 подтвержденных и 63 в статусе "непроверенных" видов и инфравидовых таксонов |
|  |                                      |  |                                   | порядок Астроцветные              |                    |  |                 |                 | род Ромашка     |  |  |  |                                                                                   |
|  |                                      |  |                                   | порядок Астроцветные              |                    |  |                 |                 | род Ромашка     |  |  |  |                                                                                   |
|  | отдел Цветковые, или Покрытосеменные |  |                                   |                                   | семейство Астровые |  |                 |                 | Ромашка пахучая |  |  |  |                                                                                   |
|  | отдел Цветковые, или Покрытосеменные |  |                                   |                                   | семейство Астровые |  |                 |                 |                 |  |  |  |                                                                                   |
|  |                                      |  | ещё 63 порядка цветковых растений | ещё 63 порядка цветковых растений |                    |  |                 | ещё 1804 рода   | ещё 1804 рода   |  |  |  |                                                                                   |
|  |                                      |  |                                   | ещё 63 порядка цветковых растений |                    |  |                 |                 | ещё 1804 рода   |  |  |  |                                                                                   |

### Синонимы
- Akylopsis suaveolens Lehm.
- Anthemis inconspicua Fisch. ex Herder
- Artemisia matricarioides Less.
- Cenocline pauciflora K.Koch
- Chamomilla discoidea J.Gay ex A.Braun
- Chamomilla suaveolens (Pursh)  Rydb.
- Chrysanthemum discodes Jess.
- Chrysanthemum suaveolens Asch.
- Cotula matricarioides Bong.
- Lepidanthus suaveolens Nutt.
- Lepidotheca suaveolens Nutt.
- Matricaria discoidea subsp. discoidea
- Matricaria graveolens (Pursh)  Asch.
- Matricaria graveolens var. discoidea Gay
- Matricaria graveolens var. graveolens
- Matricaria matricarioides (Less.)  Porter
- Matricaria suaveolens (Pursh)  Buchenau
- Matricaria tanacetoides Fisch. & C.A.Mey.
- Pyrethrum breviradiatum Schwein. ex Nutt.
- Pyrethrum defloratum hort. ex A.Braun
- Santolina suaveolens Pursh
- Tanacetum matricarioides Ledeb.
- Tanacetum pauciflorum Banks
- Tanacetum pauciflorum DC.
- Tanacetum suaveolens Hook.